# Štáblovice
Obec Štáblovice (německy Stablowitz) se nachází v okrese Opava v Moravskoslezském kraji. Žije zde 720 obyvatel.

## Název
Jméno vsi je zřejmě německého původu – do poloviny 16. století jsou doloženy pouze podoby Stebilsdorf, Stebelsdorf, Stabelsdorf a podobně. Jejich základem bylo osobní jméno Stabel („Hůlka“). Místní jméno tedy znamenalo „Stabelova ves“. České jméno Štáblovice (poprvé doloženo roku 1542) vzniklo jeho hláskovou úpravou.

## Historie
Obec Štáblovice má bohatou historii sahající až do 13. století, přičemž první písemná zmínka pochází z roku 1389. Během následujících staletí prošla rukama několika šlechtických rodů, které výrazně ovlivnily její architekturu i kulturní ráz – zejména přestavbami místní tvrze na renesanční a později barokní zámek.
V období druhé světové války byly Štáblovice připojeny k nacistickému Německu, což přineslo změny ve správě i každodenním životě. Ke konci války, 5. května 1945, byla obec zasažena bombardováním, při kterém bylo zničeno nebo poškozeno několik desítek domů včetně kostela a zámku. Tentýž den byla obec osvobozena Rudou armádou.

## Pamětihodnosti

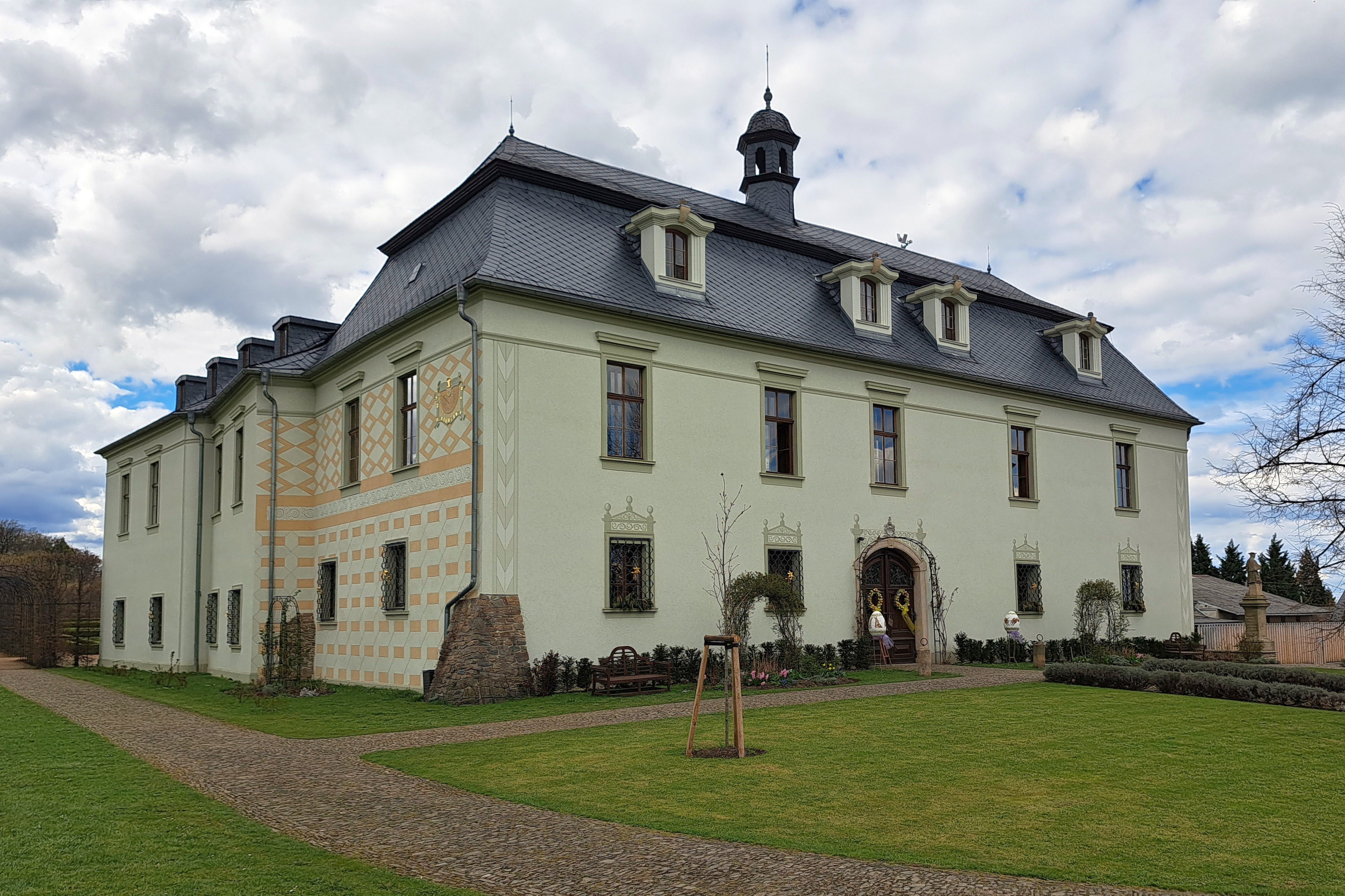
Zámek Štáblovice – původně renesanční tvrz postavená kolem roku 1528, později přestavěn na barokní, od července 2021 přístupný po 20leté rekonstrukci
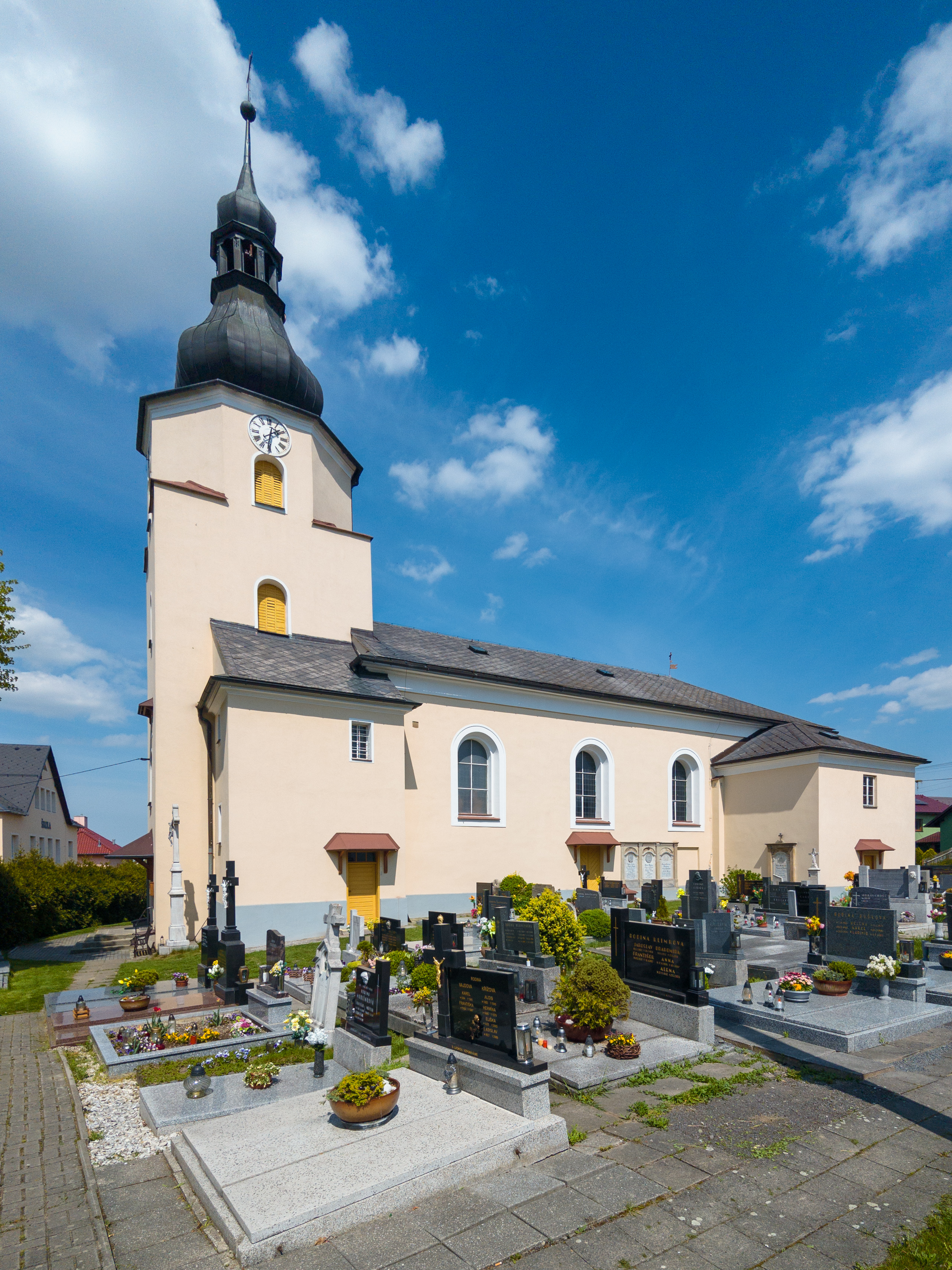
Kostel sv. Vavřince – vysvěcen roku 1603
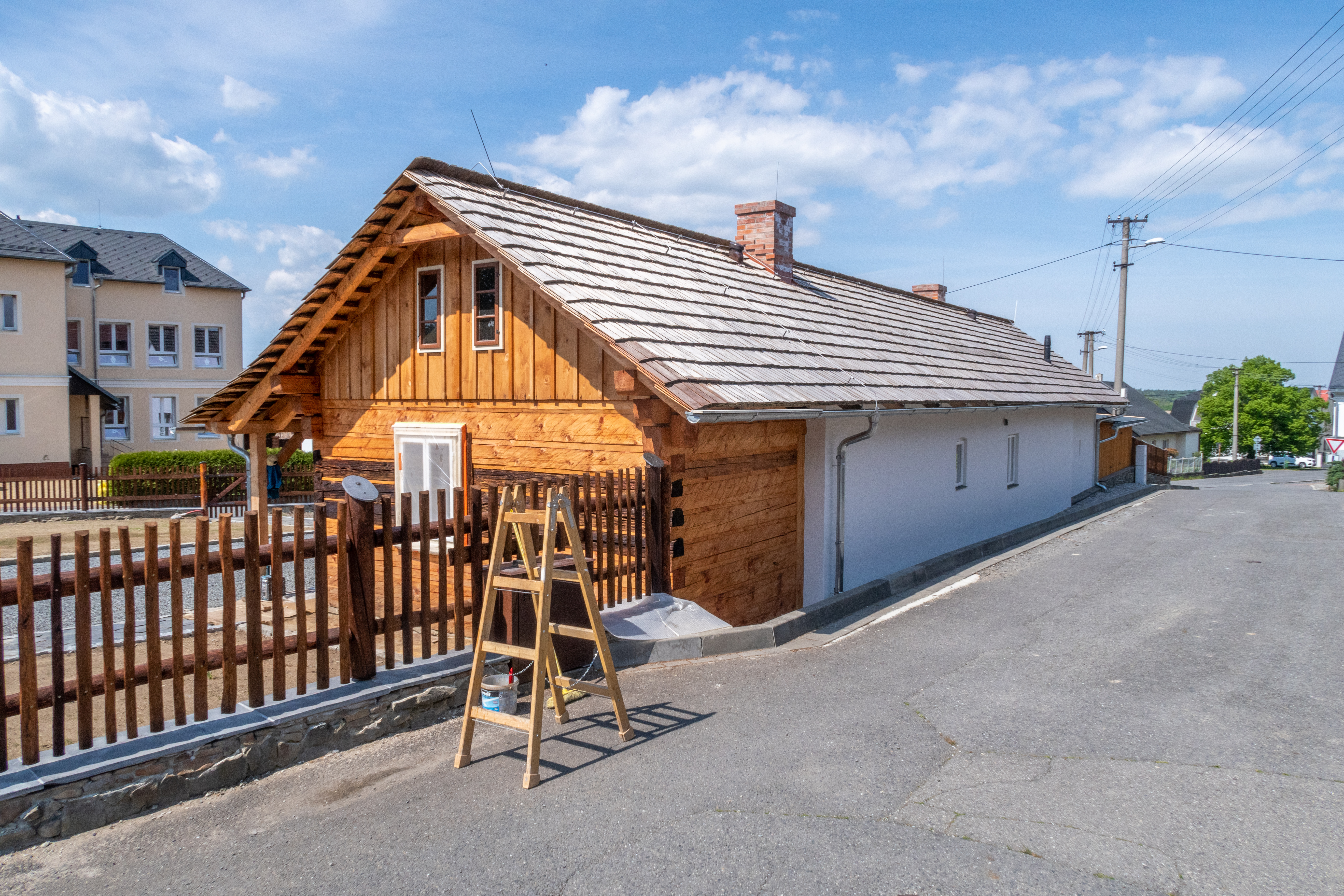
Roubený venkovský dům z 19. století
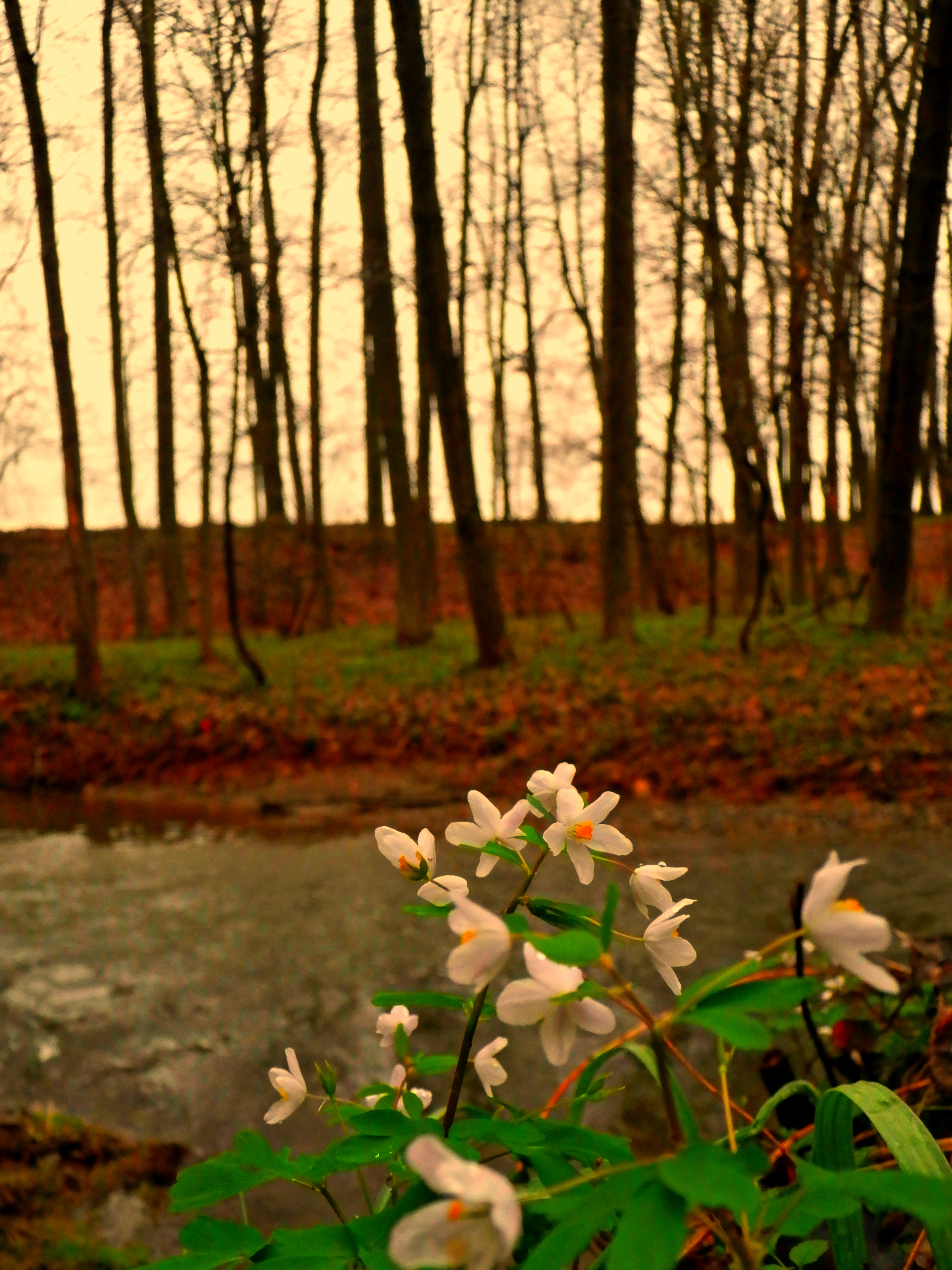
Přírodní rezervace Hvozdnice  - Zámek Štáblovice
  - Kostel sv. Vavřince
  - Roubenka z 19. století
  - Přírodní rezervace Hvozdnice

## Části obce
- Štáblovice s osadou Vendelín
- Lipina

## Slavní rodáci
- Petr Tesař (1846–1935), vlastivědný historik, literát, farář v Tlumačově

## Galerie

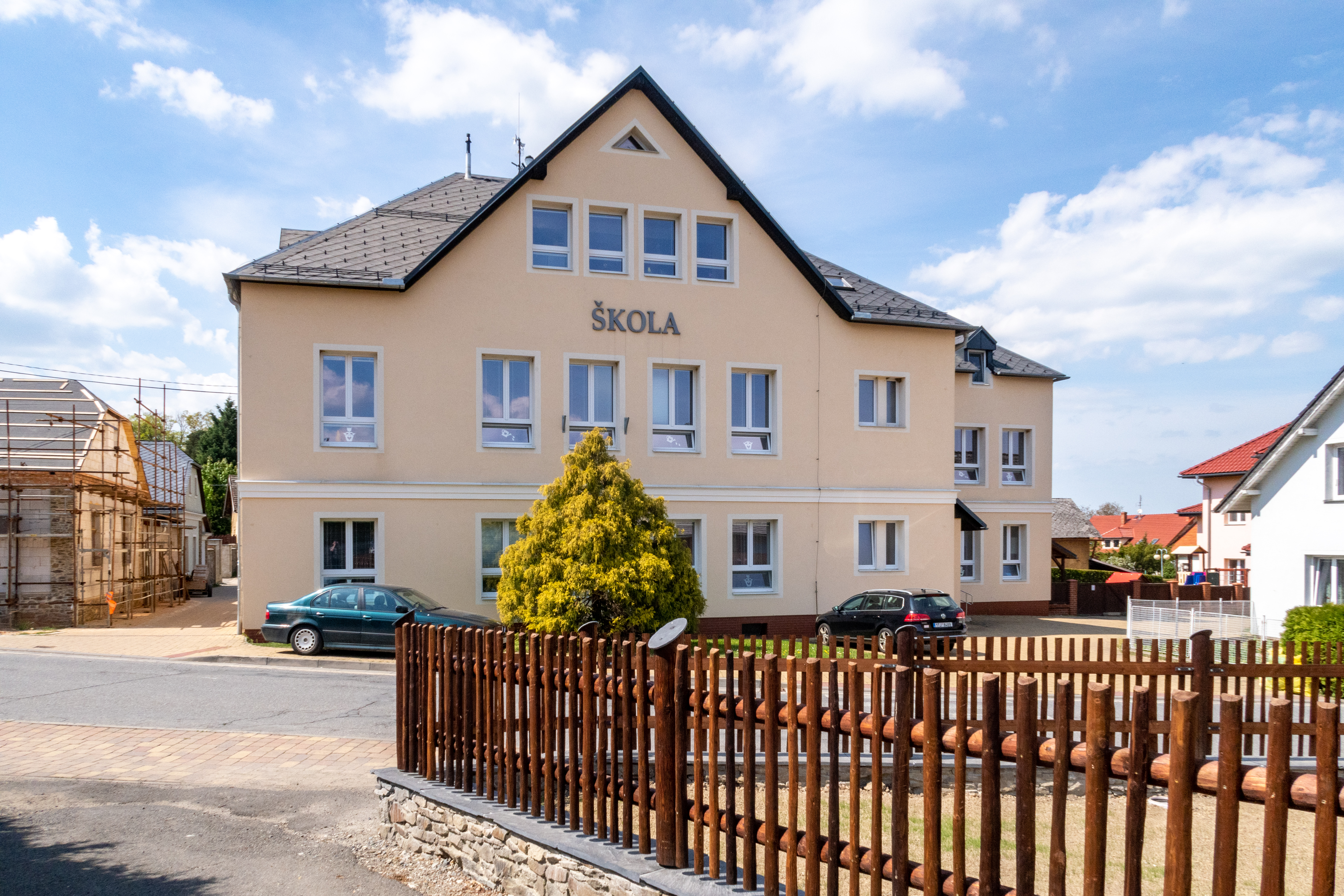
Základní škola
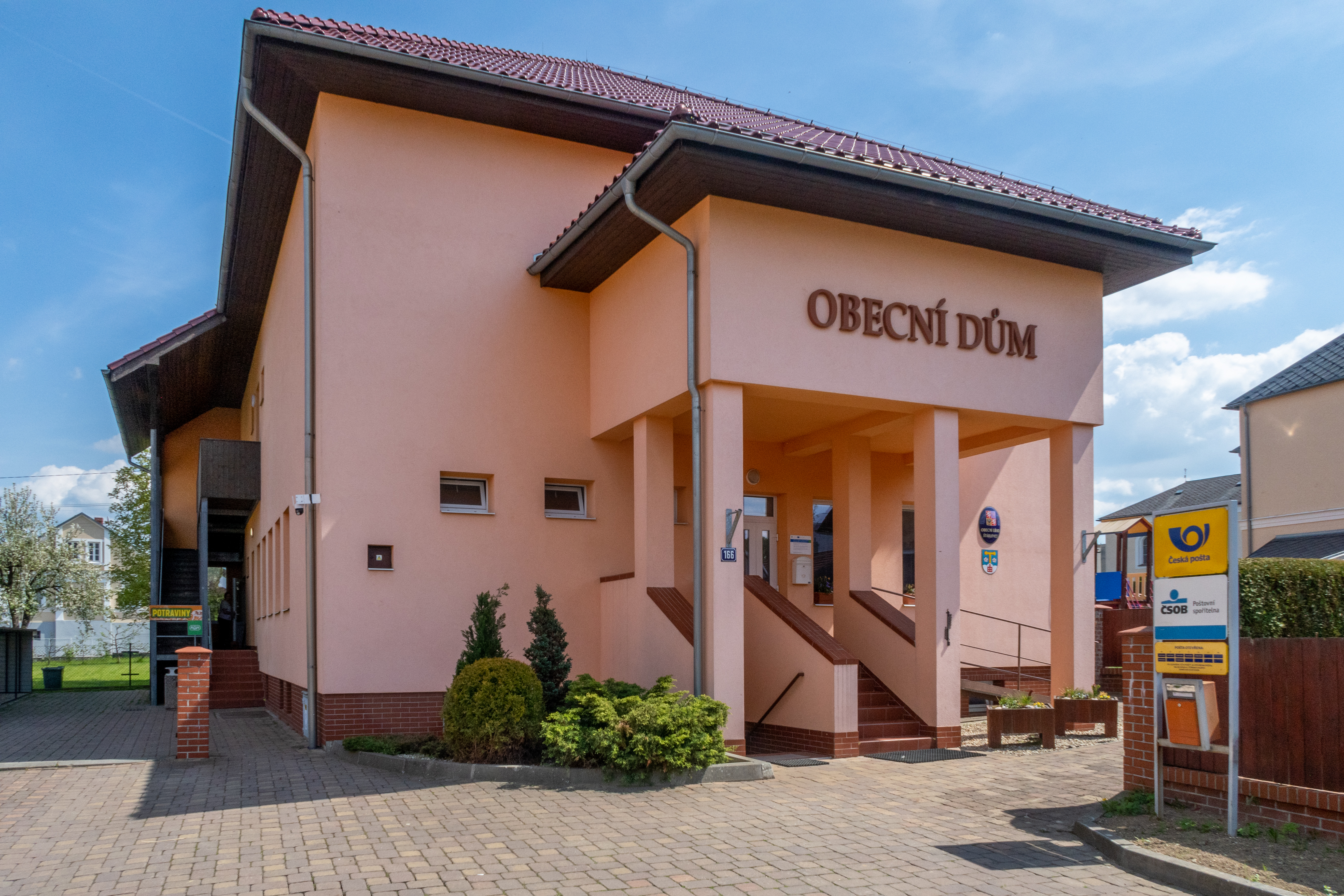
Obecní úřad
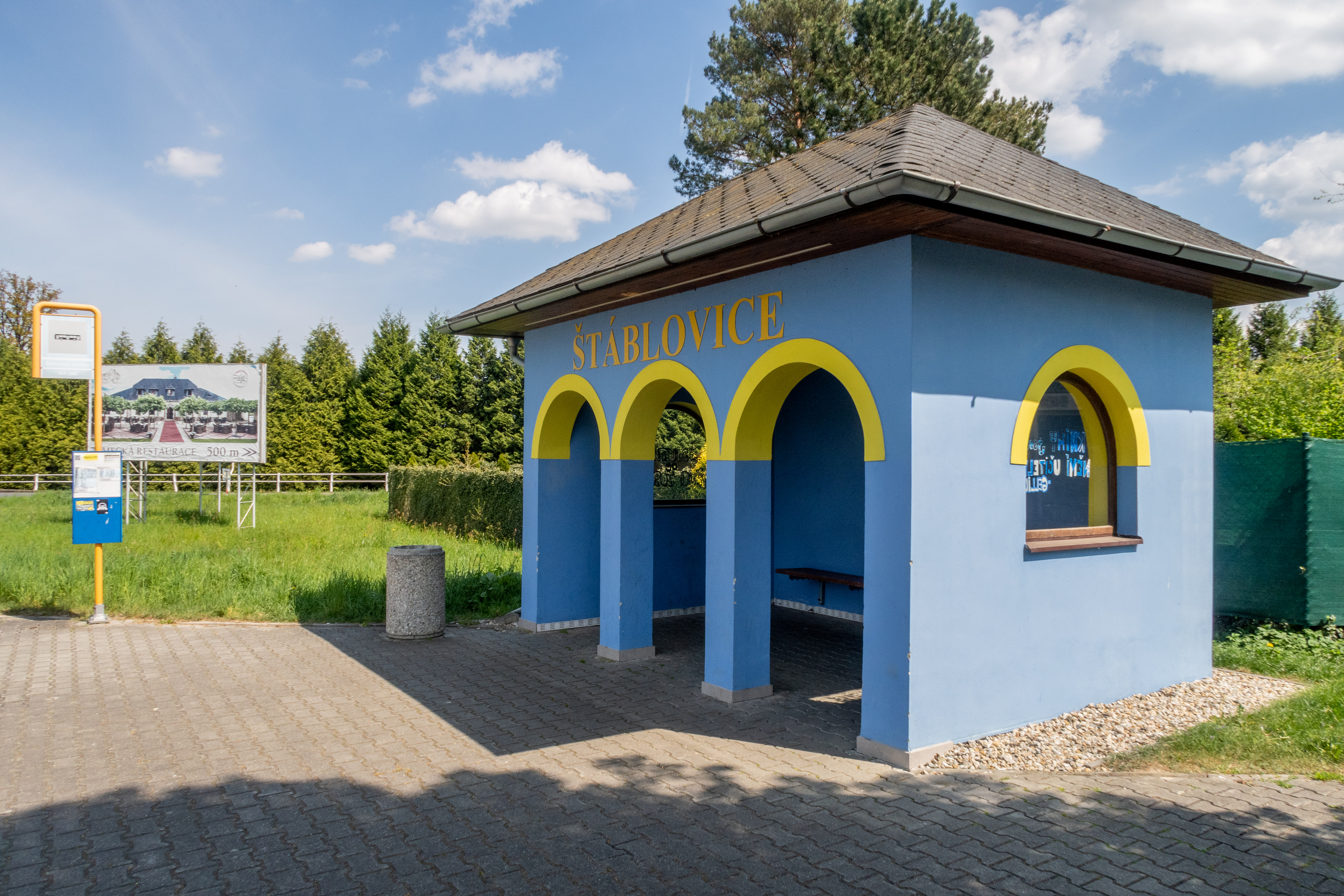
Autobusová zastávka
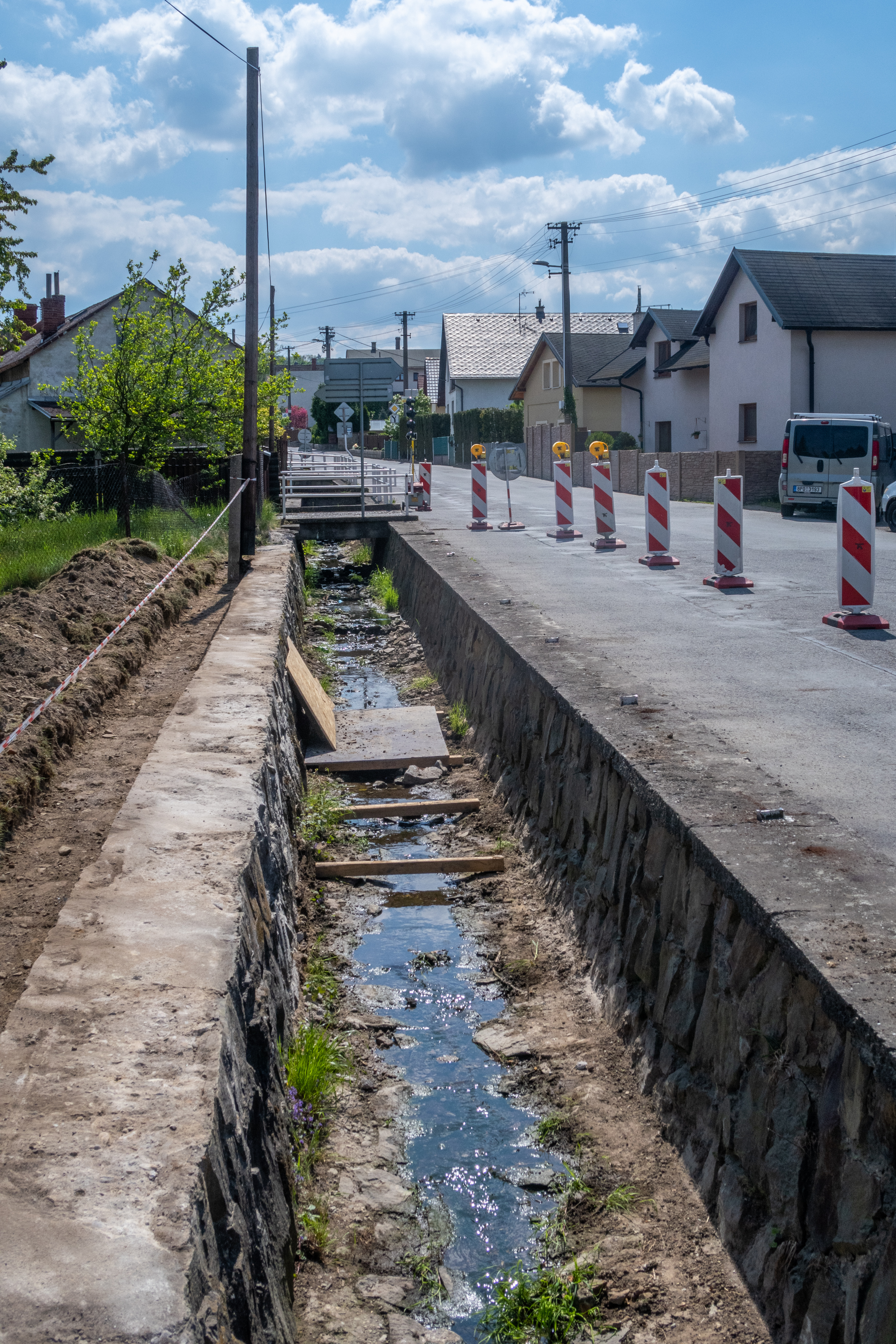
Potok protékající obcí
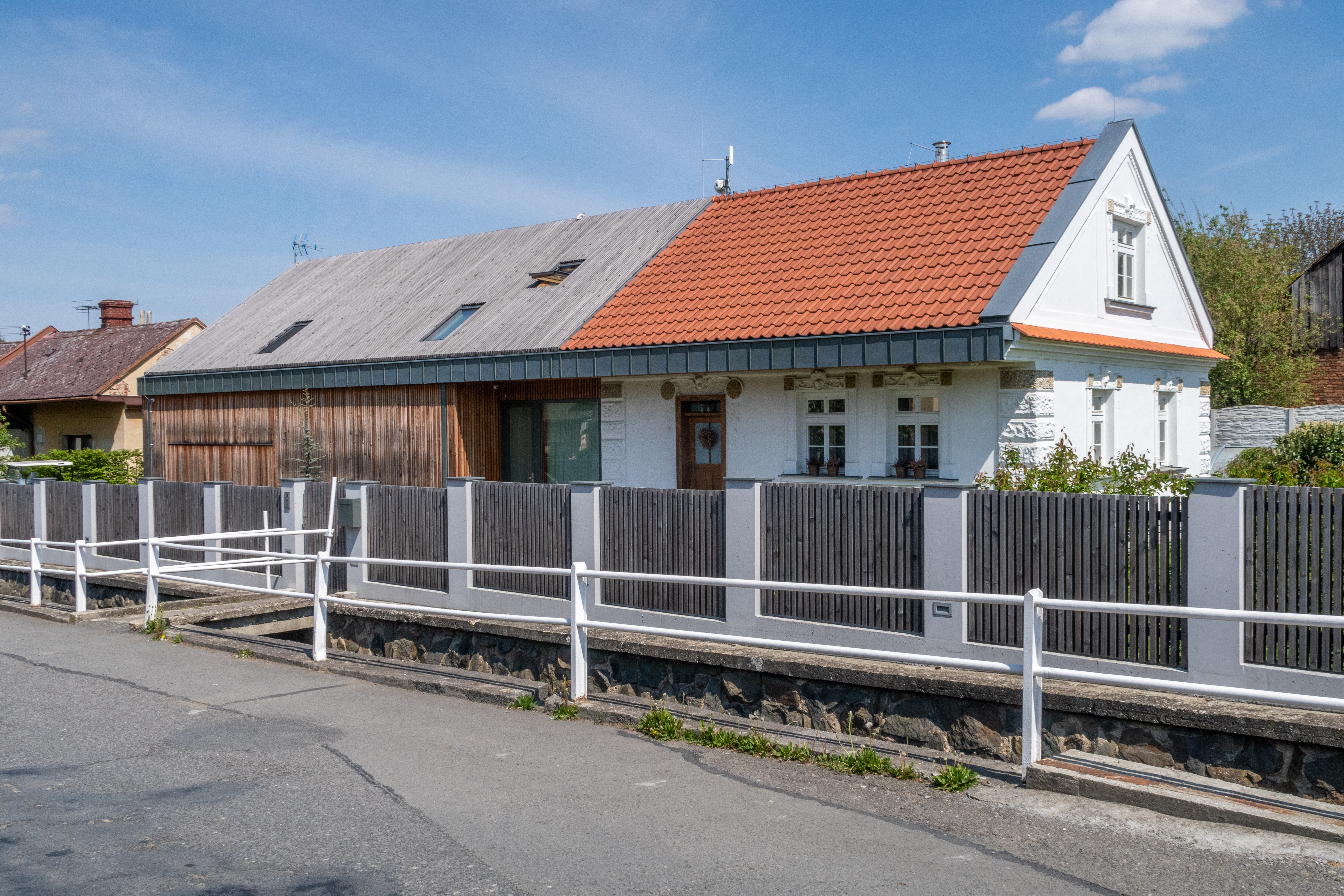
Dům
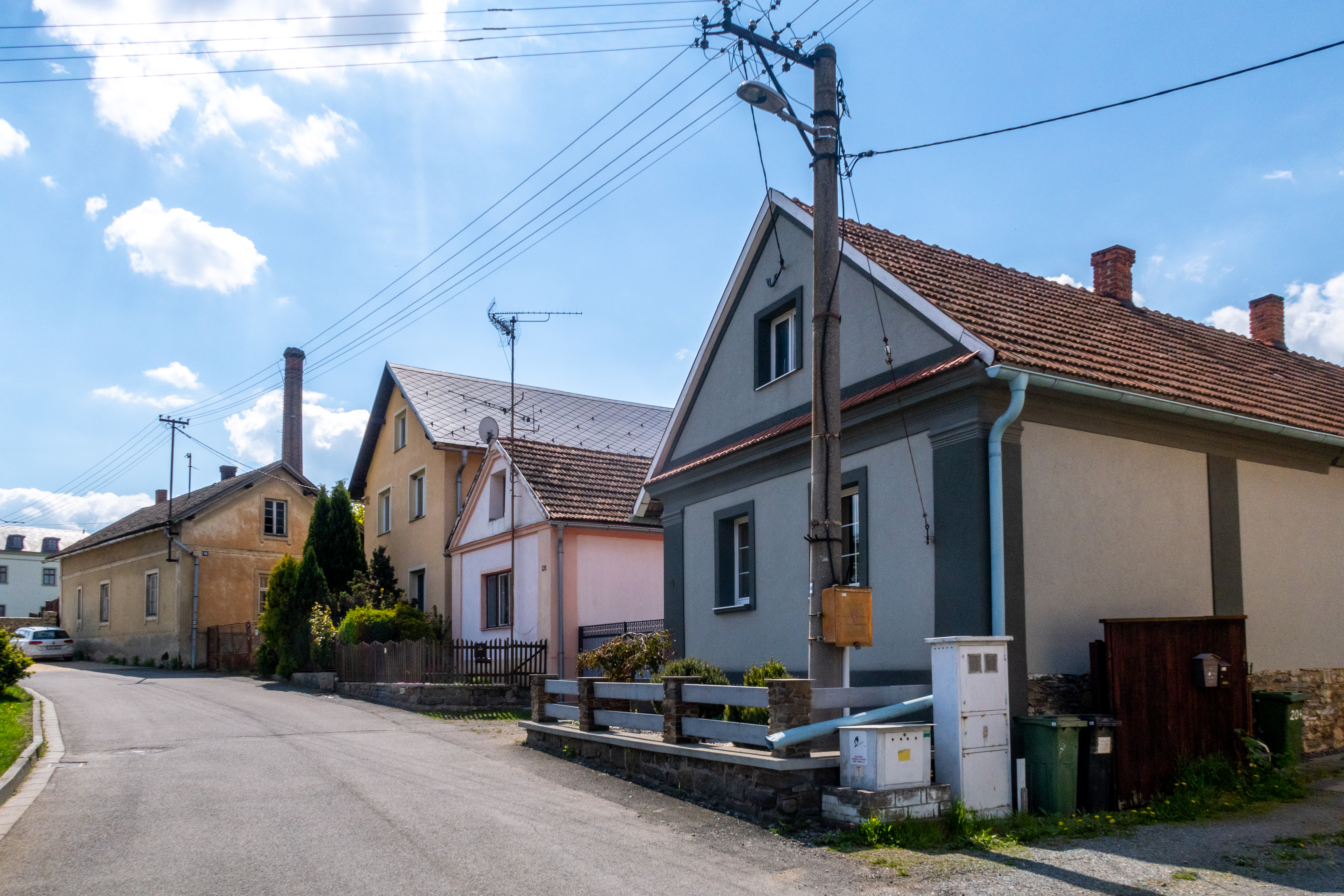
Domy